# Richard Hygons
Richard Hygons (aussi Higons, Huchons, Hugo; c. 1435 - c. 1509) est un compositeur anglais du début de la Renaissance. Alors que seulement deux des compositions de ce musicien de la fin du XVe siècle nous sont parvenues, l'une d'elles, un arrangement pour cinq voix de l'hymne marial Salve Regina, a suscité l'intérêt des musicologues en raison de sa relation étroite avec la musique écrite à la même époque sur le continent ainsi que son haut niveau de finition.

## Biographie
Hygons semble avoir passé toute sa carrière à la cathédrale Saint-André de Wells ; en tout cas, aucun document n'indique une quelconque activité ailleurs. Il est d'abord mentionné en 1458 comme vicaire choral et en 1460 il est ordonné acolyte. Entre 1461 et 1462, il est l'un des cinq organistes qu'emploie la cathédrale. Un document daté du 7 décembre 1479 donne plus de détails qu'aucun autre relativement à ses devoirs : on lui donne une maison libre de loyer à proximité de la cathédrale, il reçoit un salaire annuel d'un peu plus de 96 shillings. Il est tenu d'enseigner tous les aspects de la musique aux choristes et doit enseigner l'orgue à toute personne de talent. Les détails de sa présence requise à certaines messes, vêpres et matines, y sont également donnés.
En 1487, il reçoit une augmentation substantielle de son salaire annuel et devient l'organiste principal de la cathédrale. En 1507 sa santé est en déclin et il nomme un adjoint (Richard Bramston) pour l'aider à accomplir certaines de ses fonctions. Il est encore en vie en mai 1508 quand il engage un autre assistant et meurt à Wells, probablement en 1509.

## Musique et influence
Nous connaissons seulement deux des compositions de Hygons : un arrangement à deux voix du Gaude virgo mater Christi, qui figure sur une seule feuille subsistante d'un livre de chœur de la cathédrale de Wells (l'énorme majorité de la musique du XVe siècle et du début du XVIe siècle a été détruite lors de la dissolution des monastères par Henri VIII), et le fameux Salve Regina du livre de chœur d'Eton.
L'Antienne mariale, Salve Regina est unique parmi la musique anglaise de l'époque en ce que son cantus firmus, inspiré du mélisme sur le mot « caput » dans l'antienne Sarum Venit ad Petrum, est le même que celui de trois précédentes messes caput, écrites par des compositeurs du continent : Jacob Obrecht, Johannes Ockeghem et un compositeur anonyme — que l'on pensait autrefois être Guillaume Dufay. Des recherches récentes suggèrent que cette troisième messe a en fait été écrite par un Anglais inconnu travaillant au début du XVe siècle et est l'original pour les trois œuvres ultérieures. Le Salve Regina, fondé sur une antienne votive pour le Jeudi saint, était probablement destiné à être employé ce jour.
La difficulté, la complexité et le métier montrés dans le Salve Regina de Hygons ont suggéré que le niveau musical à la cathédrale de Wells à la fin du XVe siècle était élevé et correspondait à celui des centres musicaux de l'autre côté de la Manche.

## Source de la traduction
- (en) Cet article est partiellement ou en totalité issu de l’article de Wikipédia en anglais intitulé « Richard Hygons » (voir la liste des auteurs).